# Геопарк Янган-Тау
Геопарк «Янган-Тау» — комплекс об'єктів геологічної, біологічної, історичної і культурної спадщини, розташований на території  Салаватського району  Башкортостану. На території геопарку розміщені геологічні об'єкти світового значення: геологічні  розрізи Мечетліно, Велика Лука, Лакли і  гора Янгантау.

## Географія
Площа геопарку становить 1700 км². Територія знаходиться в межах Славутського району Республіки Башкортостан. Південно-західна частина знаходиться поруч з  Ашинським   і Катав-Ивановським районами Челябінської області і міським округом Усть-Катав Челябінської області. Південно-східна частина прилягає до міського округу Усть-Катав і Саткинського району Челябінської області. З північного заходу геопарк межує з Нурімановським районом, а з північного сходу з Кігінським районом Республіки Башкортостан. З півночі територія прилягає до Дуванського району Республіки Башкортостан. 

### Рельєф

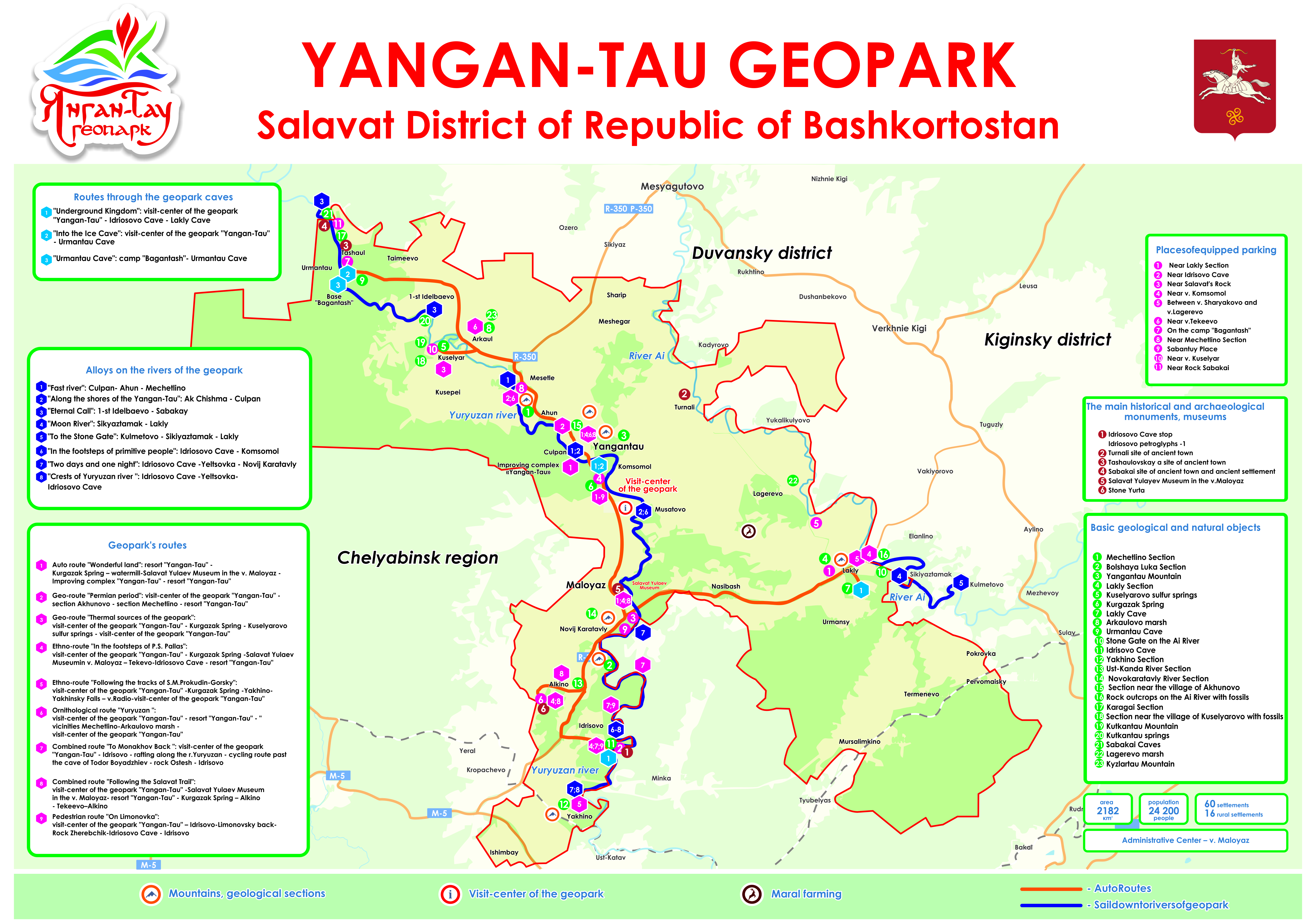
Карта-схема геопарка

Рельєф території геопарку являє гористо-пасмову рівнину. Пагорби  і міждолинні пасма, орієнтовані з півдня на північ і просторово збігаються з напрямом простягання тектонічних структур. Винятком є хребет Каратау, на відміну від більшості інших гірських структур Південного Уралу має субширотний напрямок. 

### Грунти
Найбільшого поширення на території геопарка мають темно-сірі лісові грунти і світло-сірі лісові грунти. У заплавах річок - алювіальні грунти. На півночі геопарку грунтовий покрив представлений  підзоленим чорноземом. Основні грунтостворюючі породи - елювіально-делювіальні і делювіальні.  

### Клімат
Клімат території різко континентальний, помірно теплий. Середньорічна температура +1,5 ° C, середня температура січня - -15,4 ° C, середня температура липня - + 17,8 ° C.  Середня висота снігового покриву - 44 мм. Протягом року переважають вітри південно-західні (29%) і південні (17%), навесні і влітку - південно-західні (14-26%), середня швидкість вітру - 3,4 м / с.

### Поверхневі води
Рівнина дренується системами річок Ай і Юрюзань. У зв'язку з розвитком карсту річкова мережа розподілена нерівномірно. Річка Юрюзань входить в десятку найбільших річок Башкортостану. 

### Флора і фауна
Флора змішана. Рослинність представлена переважно березовими лісами. На кам'янистих схилах   і пагорбах розвинені злаково-різнотравні і ковильно-різнотравні степи. По хребту Каратау поширені хвойно-широколисті ліси, що представляють собою північно-східний кордон їх ареалу в Республіці Башкортостан. Широко поширені болота в долинах річок і карстових депресіях. 
Фауна переважно лісова: лось, вепр, сарна, вовк, рись, бурий ведмідь, звичайна лисиця, заєць-русак, єнот уссурійський, звичайна вивірка, лісова куниця, американська норка, ондатра, бобер, борсук, сапсан, орлан-білохвіст, тетерев, глухар, вальдшнеп тощо; рептилії представлені ящірками, вужами, гадюками, мідянками. Річки багаті рибою.

## Геологія

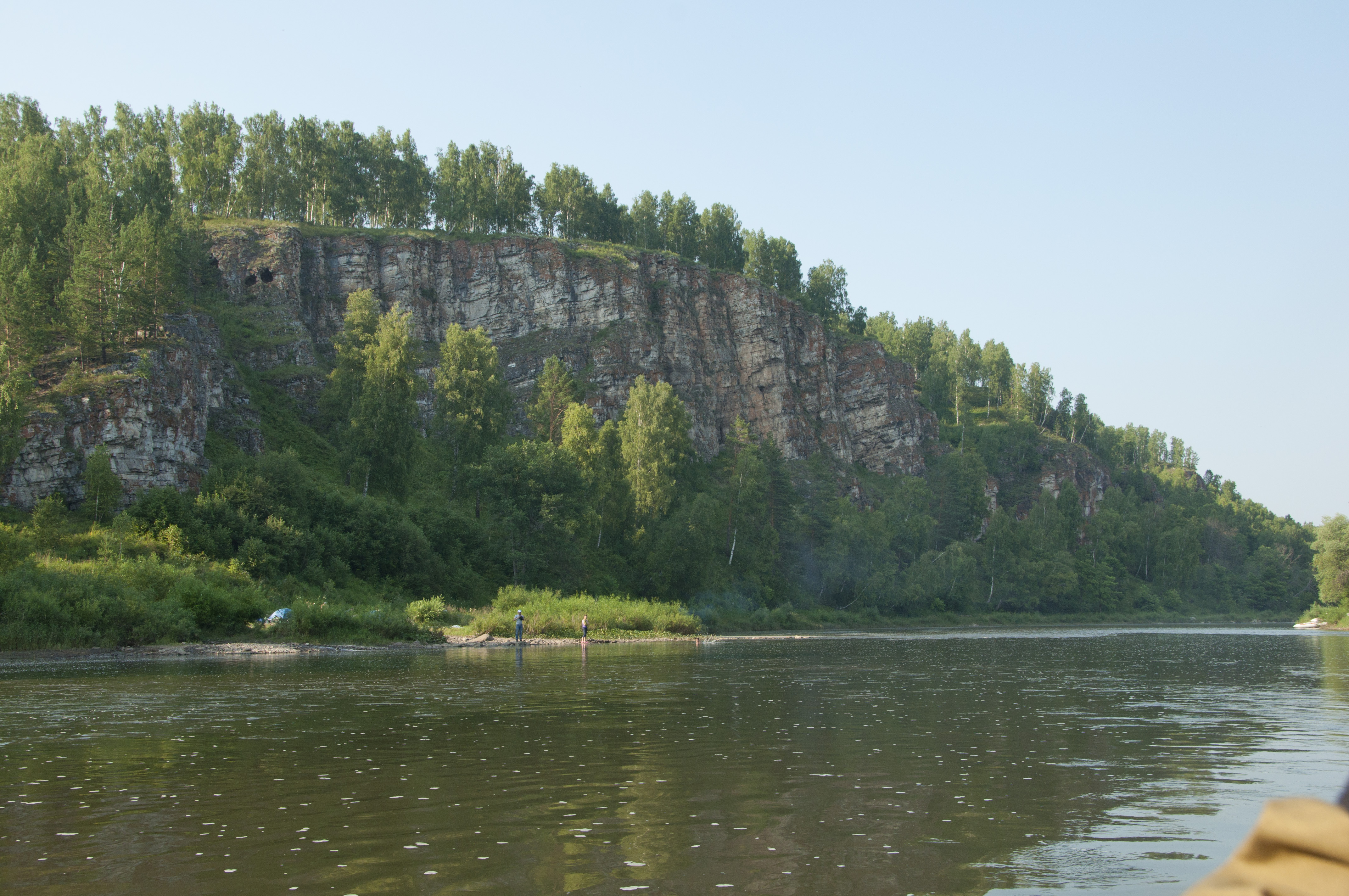
Скеля Кіссяташ. Вигляд на Ідрісовську печеру

Територія геопарку «Янга-Тау» включає широкий віковий діапазон гірських порід від рифея до четвертинних відкладень. У регіоні поширені різні гірські породи: пісковики, алевроліти, сланці, вапняки, мергелі, кварцити, доломіт, конгломерати, суглинки, глини, піски, галечники, озерно-болотні відкладення. На території геопарку виділяються дві великі тектонічні структури: Східно-Європейська платформа і Уральські гори. Із заходу на схід на території виділяються: Східно-Європейська платформа (Пермської-Башкирська звід), Предуральский прогин (Юрюзано-Силвенська депресія) і Башкирський мегантиклінорій Уральської складчастої області (Каратауський структурний комплекс)   . 
Район геопарку під час утворення материка Пангея був  шельфом стародавнього морського басейну в межах Східно-Європейської платформи.   

## Унікальні геологічні об'єкти

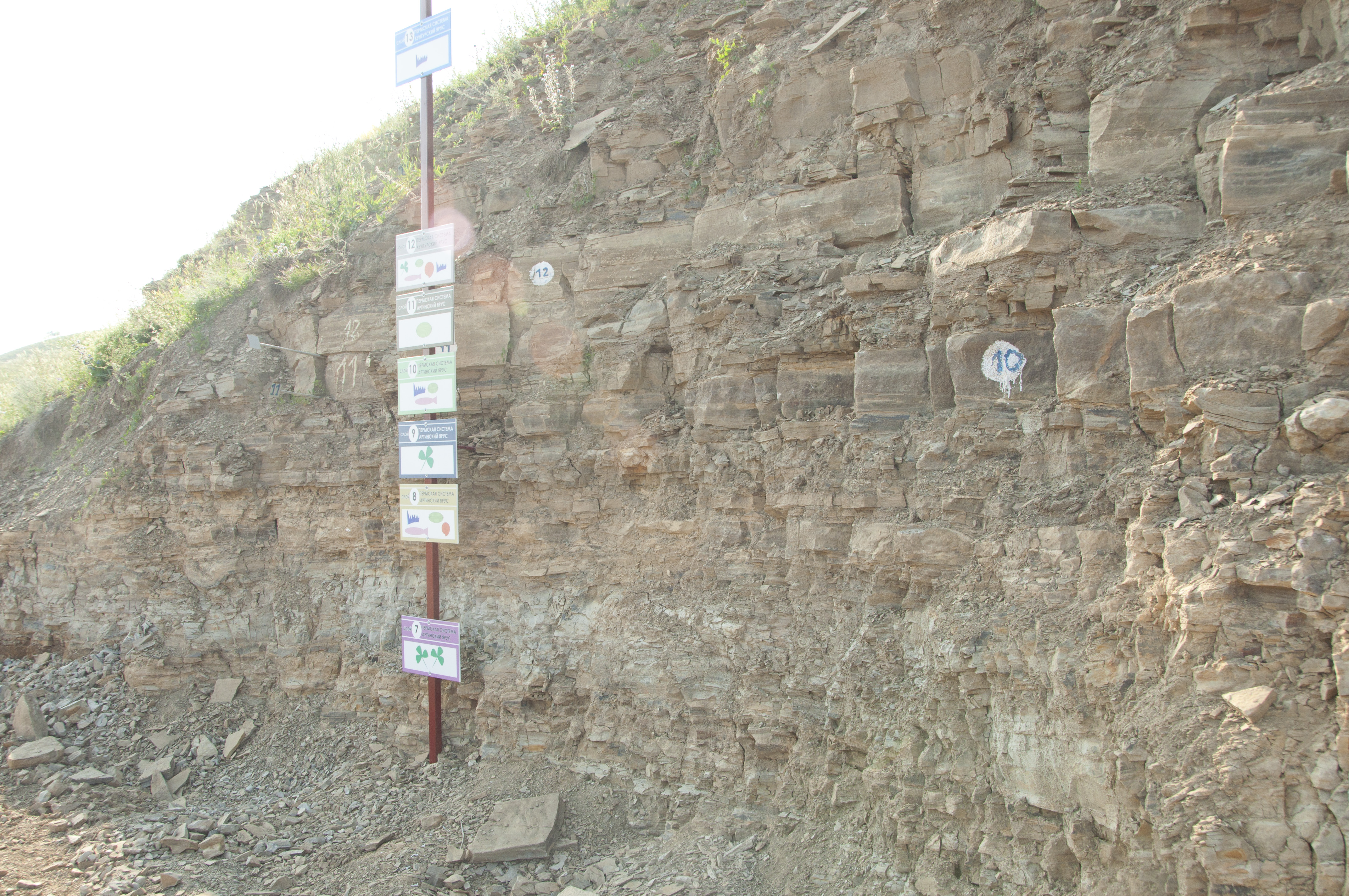
Розріз Мечетліно

1. Розріз Мечетліно - основний геологічний об'єкт міжнародного значення в геопарку, що містить багатий комплекс  викопних решток організмів, який дозволяє отримати уявлення про ранньопермський етап еволюції життя на Землі.  Довжина геологічних виходів - 750 м, висота - до 100 м. 
Розріз Мечетліно є кандидатом у глобальні стратотипи ( «золоті цвяхи») нижньої межі кунгурського ярусу Міжнародної стратиграфічної шкали .  
2. Гора Янгантау, що дала назву всьому геопарку, є місцем прояву рідкісного геотермального феномену. Це височина, витягнута з південного заходу на північний схід уздовж правого берега р. Юрюзань. Абсолютна відмітка вершини - 416 м, підошви - 252 м над рівнем моря. В межах гори Янгантау було описано 5 ділянок, на яких з надр виходять гарячі гази і пар. Встановлено прогрів надр гори більш ніж на 300 ºС. Саме її назва в перекладі з башкирської означає «гаряча гора». Це одне з небагатьох місць на Землі, де в платформних умовах інтенсивно проявляються термальні процеси, не пов'язані з вулканічною діяльністю. 
Наукові дослідження гори проводилися з 18 століття. Всього було висунуто 7 гіпотез генезису феномена Янгантау, в даний час найбільш популярні дві гіпотези: підземного горіння / окислення бітумінозних сланців ( Паллас, 1773; Штильмарк, 1958; Пучков, Абдрахманов, 2003; і ін.), А також теорії тектонічної природи освіти температурних аномалій Янгантау - тертя порід в зонах скидів (Миловидов, Огільді, 1948), за рахунок тертя шарьяжних пластин. Температурний феномен даної території  використовується в лікувальних цілях, з 1950-х років працює однойменний курорт. 
3. Розріз Велика Лука - стратотип башкирського ярусу кам'яновугільного періоду. Розріз розташований навпроти буд. Велика Лука, на лівому березі р. Юрюзань в 15 км на північний схід від станції Кропачево. Розріз Велика Лука відноситься до лаклінського типу. Особливістю є   будова башкирського ярусу: карбонатного внизу і переважно терригенного вгорі. 
4. Розріз Лакло - опорний розріз башкирського ярусу. Підрозділяється на сюранський, акваський і аскинбашський під'яруси, представлені переважно органогенними вапняками.  
5. Куселяровскіе сірчисті джерела - гідрогеологічний пам'ятник природи Республіки Башкортостан. Джерела розташовані на західній околиці д. Куселярово, на лівому березі р. Юрюзань.  Мінералізація води становить до 1,0 г / л.  
6. Джерело Кургазак - гідрогеологічний пам'ятник природи Республіки Башкортостан. Знаходиться на західній околиці с. Комсомол. Це потужне підземне джерело з дебітом мінеральних вод 100-125 л / сек. Вода джерела використовується в якості лікувально-питної. 
7. Хребет Каратау - західний відріг Південного Уралу . Особливістю хребта є субширотное простягання, в той час як інші тектонічні структури Уральського орогена в межах Республіки Башкортостан простягаються субмеридіонально. Середня висота хребта Каратау - 600 метрів над рівнем моря. У  межах Каратауського комплексу виділяється безліч   пластин, насунутих один на одного зі сходу. Структура хребта Каратау протягом багатьох років вважалася вертикально-блоковою - Ф. М. Чернишов (1889), Н. В. Дорофєєв, В. Н. Рябінін (1929), М. М. Тетяїв (1938), Н. С. Шацький (1945) та ін. У 1954 р М. А. Камалетдинов вперше зробив висновок про насування з південного сходу древніх хилів хребта на молодші породи Уфимського плато. 

## Історія створення

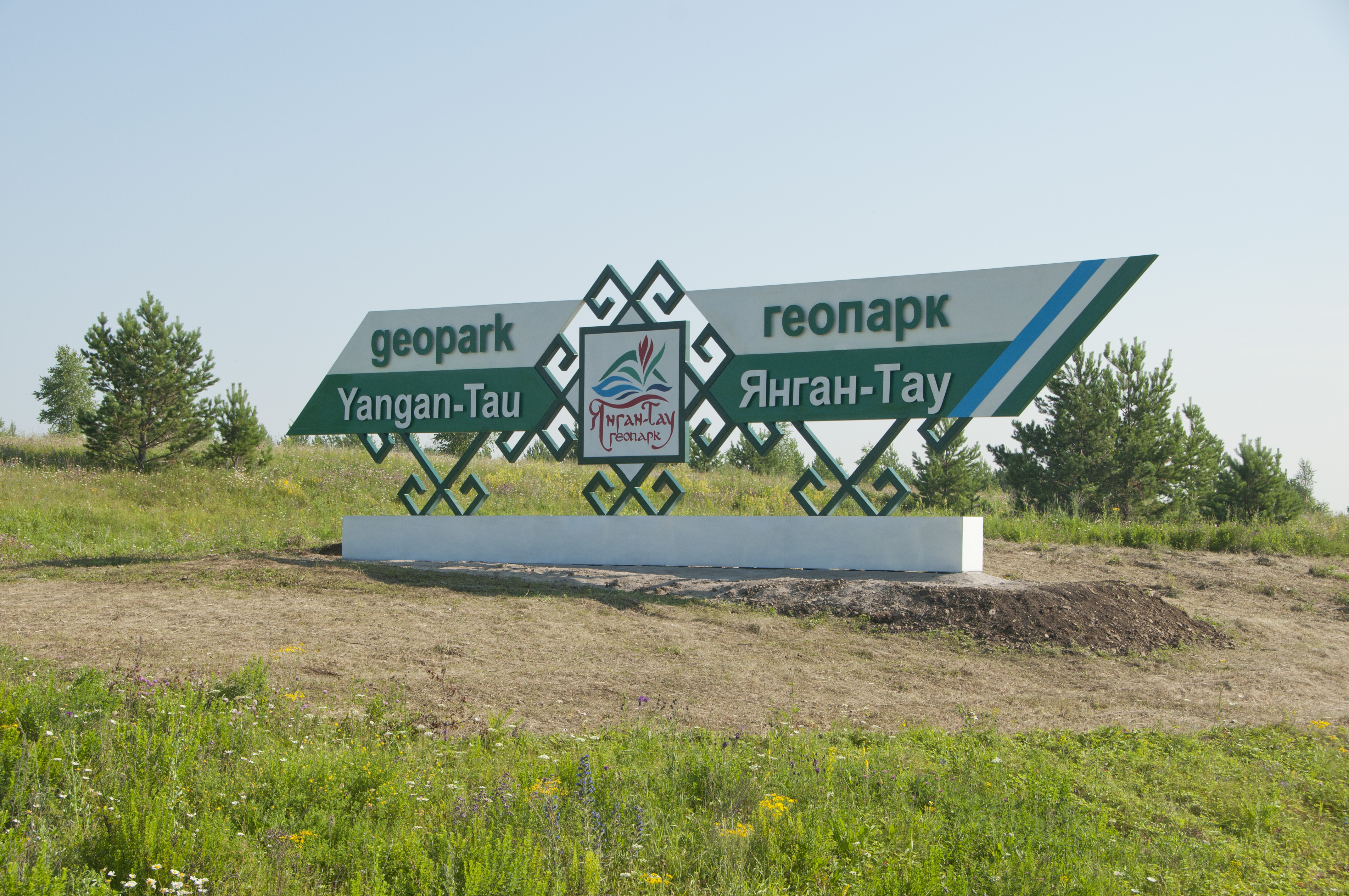
Стенд на в'їзді в геопарк

Геопарк створений розпорядженням Уряду Республіки Башкортостан в 2017 році. На території понад 20 геологічних об'єктів, з яких 3 (розріз Мечетліно, розріз Велика Лука, гора Янгантау ) мають міжнародну, 10 - національну і 21 об'єкт - освітню значимість. Світову популярність мають бальнеологічні ресурси Славутський району, пов'язані з гідротермальним феноменом  гори Янгантау. 
Управління геопарку здійснюється на базі АТ «Санаторій Янга-Тау » за участю партнерів в області науки, туризму, місцевого підприємництва.

## Природна спадщина геопарку
У геопарку   велика різноманітність  видів рослин і тварин, занесених до Червоної книги Росії та Червоної книги Республіки Башкортостан.«Уфимське плато» має національне і міжнародне значення. Дев'ять природних і геологічних об'єктів геопарку входять в регіональну мережу особливо охоронних природних територій  . 
По річках Ай і Юрюзань відзначені щільні популяції куликів-сорок і сапсанів . У геопарка знаходяться дві найбільші в Республіці Башкортостан колонії чапель .  

## Культурна та освітня спадщина геопарку
Територія відрізняється високим рівнем розвитку нематеріальної культури. Щорічно в районі проводиться міжнародний фестиваль «Салауат йийине», спрямованийний на збереження культурних традицій башкирського народу. Розвинені численні промисли і ремесла: бортництво, конярство, кумисовиробництво, створення народних костюмів та музичних інструментів, гончарство і мистецтво кування, знахарство. Жителі району беруть участь в змаганнях Сесен - казок міфів і переказів. 
Матеріальна культурна спадщина представлена 32 пам'ятниками археології (кургани, городища, селища, печерні стоянки), з них - 9 федерального значення, в тому числі Ідрісовська печерна стоянка і Ідрісовська писаниця. Функціонують екскурсійно-туристські маршрути, з відвідуванням геооб'ектов: Лаклінська, Ідрісовська і Урмантауська печери, джерело Кургазак, Куселяровські сірчисті джерела, кам'яні ворота у с. Лакло, Яхінський розріз, лімоновський гребінь і ін. На території геопарка функціонують 24 музеї, відвідавши які можна дізнатися геологічну, природну історію геопарка, перейнятися культурою північно-східних башкир.  Геологічну і природну історію району можна дізнатися, відвідавши музеї курорту «Янга-Тау», морський музей Каравела, музей Салавата Юлаєва . 
З 2018 року геопарк став постійним майданчиком для проведення республіканського польового профільного табору «Юний геолог», в рамках якого проводяться заняття з гідрометрії, радіометрії, мінералогії та петрографії, палеонтології. Багато років проводиться захід «Юрюзань» для людей з обмеженими можливостями. На території проходить польова практика студентів географів Башкирського державного університету  . 

## Туризм
На території геопарку сформована мережа з 20 туристських маршрутів: 
- 3 спелеомаршрут по печерах геопарка
- 8 сплавів річками Ай і Юрюзань
- маршрути з етнографічно-краєзнавчою спеціалізацією «Дивний край», «Маршрутами П. С. Палласа » « Слідами С. М. Прокудіна-Горського »
- орнітологічний маршрут для любителів птахів, що проходить по ключовій орнітологічній території Росії БС-022 «Уфимське плато»
- комбіновані і пішохідні екскурсії

## Заявка на статус геопарка ЮНЕСКО
Геопарк «Янга-Тау» претендує на отримання статусу першого в Росії геопарка під егідою ЮНЕСКО  - всесвітньої мережі національних геопарков, існуючих з 2002 року  . 

## Публікації про об'єкти геопарка
Абдрахманов Р. Ф. Прісні підземні і мінеральні лікувальні води Башкортостану. - Уфа: Гілем, Башк. енциклопедії., 2014. Табл. 63, іл. 63, фото 16, бібл. 119 назв. 416 с. + Вкл. 
Ардісламов Ф. Р. Геологічні пам'ятки природи і заходи по їх охороні та раціональному використанню в Республіці Башкортостан / Вісник Башкирського університету. 2017. Т. 22. № 2. С. 418-423. http://bulletin-bsu.com/arch/2017/2/4-2/
Бойко М. С. Розвиток ранньопермської родини Paragastrioceratidae (ammonoidea) на Уралі / Палеонтологічний журнал. 2010. № 3. С. 31-37. 
Галієв А. Ф. Історія вивчення феномену гори Янга-тау П. С. Палласом // Питання гуманітарних наук. 2017. № 1 (88). С. 24-25. 
Іванова Р. М. Башкирська ярус Уралу // Биостратиграфия середнього-верхнього палеозою Російської платформи і складчастих областей Уралу і Тянь-Шаню. М .: ВНІГНІ, 1995. С.20-29. 
Ісмагілов Р. А., Фархутдинов І. М., Фархутдинов А. М. Створення геопарку ЮНЕСКО в Башкирії // Природа. № 1. 2018. С. 35-41. 
Казанцев Ю. В., Т. Т. Казанцева, А. І. Загребіна, С. А. Газізова. Структурна геологія північного сходу Башкортостану. Уфа: АН РБ, Відділення наук про Землю та екології, 1999. - 131 с. 
Казанцева Т. Т. Про походження і збереженні феномена гори Янгантау // Вісник Академії наук Республіки Башкортостан. 2014. Т. 19. № 3. С. 16-28. 
Камалетдинов М. А. Покривні структури Уралу. М .: Наука. 1974. 230 с. 
Кісін А. Ю. Структурний стан тектонічного блоку Каратау / Літосфера. 2008. № 4. С. 35-47. 
Кутигін Р. В. Clausiuraloceras mechetlense, новий вид аммоноидеи з Кунгура Південно-Уральського регіону // Палеонтологічний журнал, 2018, у пресі. 
Наливкин В. Д. Стратиграфія і тектоніка Уфімського плато і Юрюзано-Силвенської депресії. Л.; М: Гостоптехіздат, 1949. 205 с. (Праці / ВНИГРИ; Нов. Сер .; Вип.46). 
Нуруллін Р. Метеорит гори Янгантау // Чорні метали. 2015. № 1 (997). С. 79-80. 
Пазухін В. Н., Миколаєва С. В., Кулагіна Е. І. Серединна межа карбону на південному Уралі і в Приуралля / В збірнику: Палеозой Росії: регіональна стратиграфія, палеонтологія, гео- і біособитія Матеріали III Всеросійської наради. 2012. С. 169-172. 
Пучков В. Н., Абдрахманов Р. Ф. Особливості газогідро-геотермальних явищ гори Янгантау і прилеглих територій (Південний Урал) // Літосфера. - 2003. - № 4. - С. 65-77. 
Пучков В. Н., Кісін А. Ю., Шаніна С. Н. Природний доменний процес гори Янга-тау (Західний Урал) // Літосфера. 2012. № 5. С. 166-172. 
Салімов М. Дорогами славних кіннотників / Ватандаш. 2017. № 5 (248). С. 3-9. 
Семіхатова С. В. Брахіоподи башкирських шарів СРСР. 1. Рід Choristites Fischer. М., 1941. 151 с. (Праці / СІН АН СРСР; Т. XII; Вип.4). 
Синіцина З. А. Башкирська ярус по р. Лакло на західному схилі Південного Уралу // Стратиграфія і геологія карбону Південного Уралу і східній околиці Російської платформи / БФАН СРСР. Уфа. 1975. С.86-94.   
Ураімов Ш. М. Санжира (літопис) як історичне джерело // Актуальні проблеми гуманітарних та природничих наук. 2016. № 8-1. С. 203-206. 
Фархутдинов І. М. Унікальний геологічний об'єкт в якості навчального полігону для вивчення геології Уралу // Геологія. Известия Відділення наук про Землю і природних ресурсів Академії наук Республіки Башкортостан. 2012. № 18. С. 33-41. 
Фархутдинов І. М., Бєлан Л. Н., Фархутдинов А. М., Ісмагілов Р. А. Богдан Е. А. Геопарк ЮНЕСКО як потенціал культурного і економічного розвитку // Розвідка і охорона надр. № 4. 2018. С. 50-53. 
Хурамшін І. Ш. Вивчення складу конденсату пара курорту Янгантау // Питання курортології, фізіотерапії і лікувальної фізичної культури. 2011. № 1. С. 32-34. 
Черних В. В., Г. В. Котляр, Р. В. Кутигін, Т. В. Філімонова, Г. М. Сунгатулліна, Г. А. Мізенс, Р. Х. Сунгатуллін // Геологічні пам'ятки Республіки Башкортостан як потенційні «золоті цвяхи» Міжнародної стратиграфічної шкали 
Чувашова Б. І., Черних В. В. Розріз Мечетліно (Південний Урал) - потенційний лімітотіп нижньої межі кунгурського ярусу // ДАН, 2011, т. 441, № 5. С. 657-660. 
Balabanov, YP, Sungatullin, R.Н., Sungatullina, GM 2017. Paleomagnetic and petromagnetic characteristics of the reference sections Cisuralian Series Permian System . In: International conference on paleomagnetism and rock magnetism, Kazan, pp. 9. 
Balabanov, Y., Sungatullin, R., Sungatullina, G., Kosareva, L., 2018. Paleomagnetic Studies of the Mechetlino Section (Southern Urals). In: Advances in the study of the Devonian, Carboniferous and Permian Research - From Basin fill to Mineral and Energy Resources. Filodiritto International Proceedings, pp. 44-51. 
Chernykh VV, Chuvashov BI, Davydov VI, Schmitz MD Mechetlino Section: A candidate for the Global Stratotype and Point (GSSP) of the Kungurian Stage (Cisuralian, Lower Permian) // Permophiles, 2012, № 56, pp. 21-34. 
Chernykh, V., Kotlyar, G., Kutygin, R., Filimonova, T., Sungatullina, G., Mizens, G., Sungatullin, R., Isakova, T., Boiko, M., Ivanov, A., Mychko, E., 2018. Paleontological Characteristics of the Mechetlino Section (Southern Urals). In: Advances in the study of the Devonian, Carboniferous and Permian Research - From Basin fill to Mineral and Energy Resources. Filodiritto International Proceedings, pp. 70-82. 
Ivanov AO Chondrichthyans from the Lower Permian of Mechetlino , South Urals, Russia // The Bulletin of Geosciences, 2016, № 92 (4), pp. 717-729. 
Kotlyar G., Sungatullina G., Sungatullin R. GSSPs for the Permian Cisuralian Series stages // Permophiles, 2016, № 63, pp. 32-37. 
Sungatullin, R., Mizens, G., Sungatullina, G., Gareev, B., Batalin, G., 2018. Geochemistry of the Lower Permian Mechetlino and Dal'ny Tulkas Sections , Southern Urals. In: Advances in the study of the Devonian, Carboniferous and Permian Research - From Basin fill to Mineral and Energy Resources. Filodiritto International Proceedings, pp. 216-224.